# حكومة رشيد الصلح الثانية
الحكومة اللبنانية الستون بعد الاستقلال، والحكومة الثالثة في عهد الرئيس إلياس الهراوي، وهي ثاني حكومة يترأسها رشيد الصلح. شكلت الحكومة بموجب المرسوم رقم 2419 بتاريخ 16 أيار / مايو 1992، ونالت الحكومة الثقة ب 76 صوتاً ضد خمسة أصوات وامتناع ثلاثة عن التصويت. وأشرفت الحكومة على إجراء أول انتخابات نيابية بعد اتفاق الطائف، واستقالت بعد ذلك بتاريخ 31 تشرين الأول / أكتوبر 1992.

## أعضاء الحكومة
- رشيد الصلح: رئيساً لمجلس الوزراء.
- ميشال المر: نائباً لرئيس مجلس الوزراء ووزيراً للدفاع الوطني.
- سليمان طوني فرنجية: وزيراً للإسكان والتعاونيات.
- شوقي فاخوري: وزيراً للأشغال العامة والنقل.
- ميشال سماحة: وزيراً للإعلام.
- سمير المقدسي: وزيراً للاقتصاد والتجارة.
- جورج سعادة: وزيراً للبريد والمواصلات السلكية واللاسلكية.
- زكي مزبودي: وزيراً للتربية الوطنية والفنون الجميلة.
- فارس بويز: وزيراً للخارجية والمغتربين.
- سامي الخطيب: وزيراً للداخلية.
- محسن دلول: وزيراً للزراعة.
- أحمد سامي منقارة: وزيراً للسياحة.
- مروان حمادة: وزيراً للصحة ووزيراً للشئون الاجتماعية.
- شاهي برسوميان: وزيراً للصناعة والنفط.
- نصري معلوف: وزيراً للعدل.
- عبد الله الأمين: وزيراً للعمل.
- أسعد دياب: وزيراً للمالية.
- محمد عبد الحميد بيضون: وزيراً للموارد المائية والكهربائية.
- أسعد حردان: وزير دولة.
- سمير جعجع: وزير دولة.
- نبيه بري: وزير دولة.
- نزيه البزري: وزير دولة.
- وليد جنبلاط: وزير دولة.
- إيلي حبيقة: وزير دولة لشئون المهجرين.

### تعديلات حكومية
- بسبب امتنع الوزراء سمير جعجع وسامي أحمد منقارة عن ممارسة مهماتهما الوزارية وإعلانهما رفضهما المشاركة بالحكومة رأى مجلس الوزراء إن ذلك يعني عدم القبول بالمشاركة بالحكومة واعتبر المجلس ان هذا التصرف بمثابة استقالة[1]، فعين ميشال سماحة وزيراً للسياحة بدلاً من منقارة، بينما جعجع كان يتولى منصب وزير دولة فلم يعين أحداً مكانه.
- في 16 أيلول / سبتمبر استقال من الحكومة وزير البريد والمواصلات السلكية واللاسلكية جورج سعادة ووزير الخارجية والمغتربين فارس بويز[2]، فعين ميشال المر وزيراً للبريد والمواصلات السلكية واللاسلكية ونصري معلوف وزيراً للخارجية والمغتربين.

## وصلات خارجية
- موقع رئاسة مجلس الوزراء الرسمي